# Commonwealth Games 2014/Teilnehmer (Brunei)
| Gelbes Symbol für Goldmedaillen mit stilisierten Olympischen Ringen | Graues Symbol für Silbermedaillen mit stilisierten Olympischen Ringen | Braundes Symbol für Bronzemedaillen mit stilisierten Olympischen Ringen |
| ------------------------------------------------------------------- | --------------------------------------------------------------------- | ----------------------------------------------------------------------- |
| —                                                                   | —                                                                     | —                                                                       |

Brunei nahm an den Commonwealth Games 2014 in Glasgow teil. Der einzige Athlet des Landes, der auch als Fahnenträger agierte, war der Radsportler Muhammad l’Maadi Abd Aziz.

## Teilnehmer nach Sportarten

### Radsport

#### Straße
| Athleten                  | Wettbewerb    | Zeit | Rang |
| ------------------------- | ------------- | ---- | ---- |
| Muhammad l’Maadi Abd Aziz | Straßenrennen | DNF  | DNF  |

#### Bahn
| Athleten                  | Wettbewerb   | Sprintpunkte | Rundenpunkte | Rang |
| ------------------------- | ------------ | ------------ | ------------ | ---- |
| Muhammad l’Maadi Abd Aziz | Punktefahren | 1            | 0            | DNQ  |

| Athleten                  | Wettbewerb | Qualifikationsrang | Finalrang |     |
| ------------------------- | ---------- | ------------------ | --------- | --- |
| Muhammad l’Maadi Abd Aziz | Scratch    | 1                  | 0         | DNQ |